# Funkcje Bessela
Funkcje Bessela – rozwiązania {\displaystyle y(x)} równania różniczkowego drugiego stopnia ze zmiennymi współczynnikami (równania Bessela):
{\displaystyle x^{2}{\frac {d^{2}y}{dx^{2}}}+x{\frac {dy}{dx}}+(x^{2}-\alpha ^{2})y=0,}
gdzie {\displaystyle \alpha } jest dowolną liczbą rzeczywistą.
Szczególnym przypadkiem, o szerokim zastosowaniu (m.in. w analizie rozkładu pola elektromagnetycznego czy przetwarzaniu sygnałów) są równania, gdzie α jest liczbą naturalną {\displaystyle n,} zwaną rzędem funkcji Bessela.
Ponieważ mamy do czynienia z równaniem różniczkowym drugiego rzędu, musimy otrzymać dwa liniowo niezależne rozwiązania.

## Historia
Szczególne przypadki funkcji, określanych dziś jako funkcje Bessela, pojawiały się już od pierwszej połowy XVIII w. w rozwiązaniach równań różniczkowych, dokonywanych podczas prób matematycznego opisu różnych problemów fizycznych.
W 1732 r. szwajcarski matematyk Daniel Bernoulli, badając problem drgań zwisającego ważkiego i giętkiego łańcucha o swobodnym dolnym końcu, otrzymał równanie różniczkowe analogicznego typu, jak podano wyżej. Inny matematyk szwajcarski, Leonard Euler, badał w 1764 r. drgania napiętej przepony kołowej i uzyskał równanie różniczkowe takiej samej postaci, jak równanie, które nazywamy dziś uogólnionym równaniem Bessela. W 1781 r. badał on również wspomniane wyżej zagadnienie Bernoulliego i obliczył niektóre z początkowych zer pierwszego rozwiązania równania. Z kolei francuski matematyk Joseph Louis Lagrange przy rozwiązywaniu w roku 1770 pewnego problemu astronomicznego doszedł do równania, którego rozwiązanie przedstawione w postaci szeregu nieskończonego zawiera współczynniki, łączone obecnie z dziełem Bessela. Współczynnikami tymi zajmowali się następnie inni matematycy: Francesco Carlini i Pierre Simon de Laplace.
W 1822 r. ukazało się dzieło słynnego matematyka francuskiego J.B. Fouriera pt. Analityczna teoria ciepła. Zajmując się problemem rozkładu temperatury w walcu ogrzanym do pewnej temperatury, a następnie poddanym chłodzeniu w określonych warunkach, Fourier otrzymał szczególny przypadek równania Bessela, dla którego podał rozwiązanie dla rzędu zero. Analizą rozkładów temperatur w kulach i walcach i funkcjami typu funkcji Bessela zajmował się później także inny Francuz, Siméon Denis Poisson. Wszyscy przywołani wyżej uczeni badali więc różne przypadki szczególne pewnego równania różniczkowego, jednak żaden z nich nie podjął próby rozwiązania go w sposób systematyczny.
W 1824 r. Friedrich Wilhelm Bessel badał eliptyczne ruchy planet. Doszedł do wniosku, że wielkość astronomiczną, zwaną anomalią mimośrodową, można przedstawić za pomocą pewnego szeregu nieskończonego, który można przekształcić do postaci, zwanej obecnie funkcją Bessela. Wyniki swych prac wydał Bessel drukiem w 1826 r., jednak samo pojęcie „funkcji Bessela” upowszechniło się dopiero z górą 30 lat później, po publikacji pracy Oskara Schlömilcha pt. Über die Besselsche Funktion.

## Funkcje Bessela pierwszego rodzaju
Z funkcjami tymi mamy do czynienia, jeśli wartości rozwiązania przy x=0 są liczbami skończonymi:

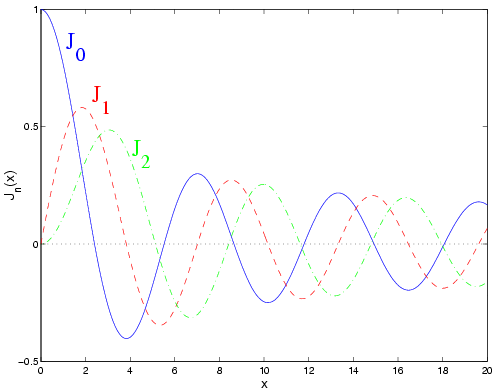
Wykres funkcji Bessela pierwszego rodzaju, rzędu 0, 1 i 2

{\displaystyle J_{\alpha }(x)=\sum _{k=0}^{\infty }{\frac {(-1)^{k}\left({\frac {x}{2}}\right)^{2k+\alpha }}{k!\Gamma (k+\alpha +1)}},}
gdzie {\displaystyle \Gamma } to funkcja gamma Eulera.

### Zera funkcji Bessela
W zastosowaniach przydatna jest znajomość położenia zer funkcji Bessela.
Poniżej przedstawiono tabelę pierwszych trzech miejsc zerowych funkcji
{\displaystyle J_{0},} {\displaystyle J_{1}} i {\displaystyle J_{2}}
|   | {\displaystyle J_{0}(x)} | {\displaystyle J_{1}(x)} | {\displaystyle J_{2}(x)} |
| - | ------------------------ | ------------------------ | ------------------------ |
| 1 | 2,4048                   | 0                        | 0                        |
| 2 | 5,5201                   | 3,8317                   | 5,136                    |
| 3 | 8,6537                   | 7,0156                   | 8,417                    |

Całki Bessela
Funkcje Bessela, dla całkowitych wartości {\displaystyle n,} zdefiniować można za pomocą całki:
{\displaystyle J_{n}(x)={\frac {1}{\pi }}\int _{0}^{\pi }\cos(n\tau -x\sin \tau )\,\mathrm {d} \tau .}
Takie podejście stosował Bessel i stosując tę definicję wyprowadził szereg właściwości tych funkcji.
Równoważna do poprzedniej jest poniższa definicja całkowa:
{\displaystyle J_{n}(x)={\frac {1}{2\pi }}\int _{-\pi }^{\pi }e^{-\mathrm {i} \,(n\tau -x\sin \tau )}\,\mathrm {d} \tau .}
Całka ta może być przekształcona do postaci
{\displaystyle J_{n}(x)={\frac {\mathrm {i} ^{-n}}{2\pi }}\int _{-\pi }^{\pi }e^{\mathrm {i} x\cos \tau }e^{\mathrm {i} n\tau }\mathrm {d} \tau .}
W szczególności dla {\displaystyle n=0}
{\displaystyle J_{0}(x)={\frac {1}{2\pi }}\int _{-\pi }^{\pi }e^{\mathrm {i} x\cos \tau }\mathrm {d} \tau .}

### Rozwinięcie w szereg potęgowy
{\displaystyle J_{n}(x)=\sum _{k=0}^{\infty }{\frac {(-1)^{k}}{k!(n+k)!}}\left({\frac {x}{2}}\right)^{2k+n}.}

## Funkcje Bessela drugiego rodzaju
Zwane są również funkcjami Neumanna i występują wówczas, gdy dla x=0 wartości rozwiązań dążą do nieskończoności:

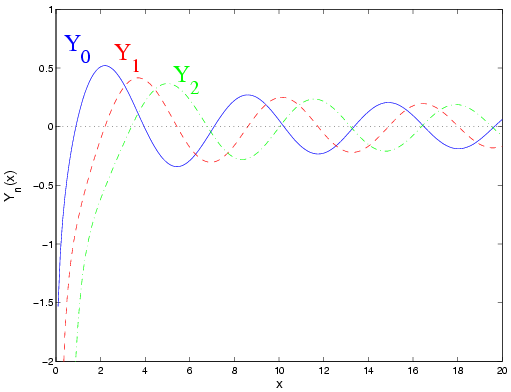
Wykres funkcji Bessela drugiego rodzaju, rzędu 0, 1 i 2

{\displaystyle Y_{\alpha }(x)=\lim _{\nu \to \alpha }{\frac {J_{\nu }(x)\cos(\nu \pi )-J_{-\nu }(x)}{\sin(\nu \pi )}},}

## Zastosowania[4]
Funkcje Bessela mają wiele zastosowań, głównie w fizyce matematycznej:
- Stosuje się je w rozwiązaniu równań: Schrödingera dla niesplątanej cząstki w koordynatach sferycznych i cylindrycznych
- Funkcji pierwszego i drugiego rodzaju używa się do aproksymacji wibracji membrany w kształcie koła.
- Używana w hydrodynamice.

## Funkcja generująca funkcje Bessela
Jeżeli rozwiniemy funkcję {\displaystyle g(x,t)} postaci
{\displaystyle g(x,t)=e^{{\frac {x}{2}}\left(t-{\frac {1}{t}}\right)}}
w szereg Laurenta względem zmiennej t, to współczynniki tego rozwinięcia będą funkcjami Bessela I rodzaju
{\displaystyle g(x,t)=e^{{\frac {x}{2}}\left(t-{\frac {1}{t}}\right)}=\sum _{n=-\infty }^{\infty }J_{n}(x)t^{n}.}
Funkcję {\displaystyle g(x,t)} nazywa się funkcją generującą funkcje Bessela I rodzaju.

## Przybliżenia
Bardzo dobre przybliżenie funkcji Bessela {\displaystyle J_{0}} dla dowolnej wartości argumentu {\displaystyle x} przy pomocy funkcji elementarnych można otrzymać zlepiając wyrażenie ważne dla małych wartości {\displaystyle x} z wyrażeniem dla dużych przy pomocy gładkiej funkcji przejściowej {\displaystyle 1/[1+(x/7)^{20}]} poprzez
{\displaystyle J_{0}(x)\approx [1/6+(1/3)\cos(x/2)+(1/3)\cos({\sqrt {3}}x/2)+(1/6)\cos(x)]{\frac {1}{1+(x/7)^{20}}}+{\sqrt {\frac {2}{\pi |x|}}}\cos[x-\operatorname {sgn}(x)\pi /4]\left[1-{\frac {1}{1+(x/7)^{20}}}\right].}